# 陈永明 (心理学家)
陈永明（1935年—），男，江苏吴江人，中国心理学家，中国科学院心理研究所研究员，中国心理学会会士。